# Typhaeus momus
Typhaeus momus is een keversoort uit de familie mesttorren (Geotrupidae). De wetenschappelijke naam van de soort werd in 1789 gepubliceerd door Guillaume-Antoine Olivier.